# Computer Gaming World
Computer Gaming World (CGW) — американський відеоігровий журнал, який видавався з 1981 по 2006 рік. Один з небагатьох журналів епохи, який пережив кризу відеоігор у 1983 році, був проданий Ziff Davis в 1993 році. У 1990-х роках журнал значно розширився і став одним із найбільших спеціалізованих журналів про відеоігри, досягнувши близько 500 сторінок до 1997 року.
На початку 2000-х його тираж становив близько 300 000 примірників, лише трохи відстаючи від лідера ринку PC Gamer. Але, як і в більшості журналів тієї епохи, швидке переміщення рекламних надходжень до інтернет-ресурсів призвело до зниження доходів.

## Уміст
CGW публікував огляди, прев'ю, новини, статті, листи, стратегії та колонки, присвячені комп'ютерним іграм. Хоча консольні ігри час від часу зачіпаються, це переважно територія сестринського журналу CGW — Electronic Gaming Monthly.
У 2006 році двома найпопулярнішими рубриками були «Greenspeak», колонка на останній сторінці, написана головним редактором Джеффом Ґріном, та «Том проти Брюса», унікальний «дуельний щоденник», в якому письменники Том Чік і Брюс Ґерік записували свій ігровий досвід, намагаючись перемогти один одного у певній грі. «Том проти Брюса» іноді супроводжувався гостьовою появою Еріка Волпава, колишнього гравця Old Man Murray.
Протягом багатьох років CGW ніколи не виставляв оцінки оглядам, вважаючи за краще дозволити читачам оцінювати свої улюблені ігри за допомогою щомісячного опитування. Оцінки були нарешті введені в 1994 році, але починаючи з квітня 2006 року CGW припинив виставляти кількісні оцінки своїм оглядам. У травні того ж року CGW змінив назву розділу оглядів на «Погляд» і почав оцінювати ігри за більш різноманітною комбінацією факторів, ніж їхній зміст. До уваги береться реакція спільноти на гру, подальша підтримка розробників за допомогою патчів, а також те, чи продовжує зростати онлайновий компонент гри.
Раніше огляди ґрунтувалися на простій п'ятизірковій структурі, де п'ятьма зірками відзначалися справді видатні ігри, а одна зірка означала віртуальну нікчемність. Три гри, Postal² Роберта Коффі, Mistmare Джеффа Гріна та Dungeon Lords Деніс Кук «...утворюють нечестиву трійцю єдиних ігор в історії CGW, які отримали нуль зірок».